# آنارشیسم بازار آزاد
آنارشیسم بازار آزاد، آنارشیسم رقابت آزاد، آنارشیسم بازرگانی آزاد یا آنارشیسم بازار (به انگلیسی: Free-market anarchism) که به‌عنوان بازار آزاد ضد سرمایه‌داری نیز شناخته می‌شود، شاخه‌ای از آنارشیسم است که از یک سیستم اقتصادی بازار آزاد مبتنی بر تعاملات داوطلبانه بدون دخالت دولت پشتیبانی می‌کند. آنارشیسم بازار آزاد فرمی از آنارشیسم فردگرا و سوسیالیسم لیبرترین مبتنی بر تئوری‌های اقتصادی متقابل‌گرایی و آنارشیسم فردگرا است.
اگوریسم رشته‌ای از آنارشیسم بازار چپ است که با لیبرترینیسم چپ در ایالات متحده همراه بوده‌است و ضد اقتصاد ابزار آن است. آنارکو–کاپیتالیسم را مترادف آنارشیسم بازار آزاد یا آنارشیسم بازار نیز می‌نامند. آنارکو–کاپیتالیست‌ها بر مشروعیت و اولویت مالکیت خصوصی بدون هیچ گونه تمایزی بین مالکیت شخصی و دارایی مولد، تأکید می‌کنند و آن را جزء جدایی‌ناپذیر حقوق فردی و اقتصاد بازار آزاد توصیف می‌کنند. با این حال، آنارکو–کاپیتالیسم به‌عنوان بخشی از جنبش آنارشیستی در نظر گرفته نمی‌شود زیرا آنارشیسم در طول تاریخ یک جنبش ضد سرمایه‌داری بوده‌است و آنارشیست‌ها سازگاری آن با سرمایه‌داری را رد می‌کنند.

## نگرش نظری
متفکران آنارشیسم بازار آزاد با این استدلال که نابرابری‌های گسترده در ثروت و نفوذ اجتماعی ناشی از استفاده از زور و به ویژه قدرت دولتی برای دزدی، تصرف زمین و کسب و حفظ امتیازات ویژه است، معمولاً بر برانداختگی دولت تأکید می‌کنند. آنها اعتقاد دارند که در یک جامعه بدون دولت، انواع امتیازات تضمین‌شده توسط دولت وجود نخواهد داشت و بی‌عدالتی‌های اعمال‌شده یا تحمل‌شده توسط دولت می‌تواند اصلاح شود. لیبرترین‌های چپ آنچه منتقدان آن را «فردگرایی اتمیستیک» می‌نامند رد می‌کنند. با بازارهای آزاد، آنها استدلال می‌کنند که «این ما هستیم که به‌طور جمعی تصمیم می‌گیریم چه کسی ابزار تولید را کنترل کند» و همین منجر به جامعه‌ای می‌شود که در آن همکاری آزاد، داوطلبانه و مسالمت‌آمیز انجام خواهد شد و در نهایت ابزارهای تولید به‌نفع همه مردم کنترل می‌شود.
به گفته محقق لیبرترین شلدون ریچمن، لیبرترین‌های چپ از همبستگی کارگران در مقابل رؤسا و از سربارکردن مردم فقیر در دولت یا دارایی‌های متروکه حمایت می‌کنند و ترجیح می‌دهند که امتیازات شرکتی قبل از محدودیت‌های نظارتی در مورد نحوه اعمال این امتیازات لغو شود. لیبرترین‌های چپ مایلند از سیاست‌های انتخاباتی دوری کنند و به استراتژی‌هایی که از طریق دولت کار می‌کنند اعتماد کمی دارند. آنها ترجیح می‌دهند نهادها و روش‌های جایگزین کار در سراسر دولت را توسعه دهند.
لیبرترین‌های چپ بازارگرا از پذیرش دیدگاه‌های متقابل در مورد املاک امتناع کرده‌اند و در عین حال مخالفت متقابل با سلسله مراتب شرکت‌ها و تمرکز ثروت را به اشتراک گذاشته‌اند. لیبرترین‌های چپ تأکید ویژه‌ای بر بیان و دفاع از یک نظریه آزادی‌خواهانه از تضاد طبقه‌ای و طبقاتی داشته‌اند و کارهای قابل توجهی در زمینه آزادهی‌خواهی و تناسب طبقات اجتماعی توسط لیبرترین‌های سایر گرایش‌ها انجام شده‌است.